# 并集公理
在公理化集合论和使用它的逻辑、数学和计算机科学分支中，并集公理是 Zermelo-Fraenkel 集合论的公理之一。它声称对于任何集合{\displaystyle A}有一个集合{\displaystyle B}，{\displaystyle B}的元素正是{\displaystyle A}的元素的元素。

## 形式陈述
在 Zermelo-Fraenkel 公理的形式语言中，这个公理读做：
{\displaystyle (\forall A)(\exists B)(\forall x\in B)(\exists y)[(x\in y)\land (y\in A)]}
换句话说：
给定任何集合{\displaystyle A}，有着一个集合{\displaystyle B}使得，给定任何集合{\displaystyle x}，{\displaystyle x}是{\displaystyle B}的成员，当且仅当有一个集合{\displaystyle y}使得{\displaystyle x}是{\displaystyle y}的成员并且{\displaystyle y}是{\displaystyle A}的成员。

## 解释
因此，这个公理实际上说的是，给定集合{\displaystyle A}，我们可以找到一个集合{\displaystyle B}，它的成员正是{\displaystyle A}的成员的成员。通过外延公理可知这个集合{\displaystyle B}是唯一的，它叫做{\displaystyle A}的聯集，并指示为{\displaystyle \cup A}，所以这个公理的本质是：
一个集合的并集是一个集合。
配对公理与并集公理一起蕴涵了对于任何两个集合，都有一个集合精确地包含了这两个集合的元素。朴素集合论中两个集合的并集在这里是这两个集合的配对集合的并集，比如集合{\displaystyle \{a\}}和集合{\displaystyle \{b\}}，它们的对是{\displaystyle \{\{a\},\{b\}\}}，这个对的并集是{\displaystyle \{a,b\}}。
并集公理一般被认为是无可争议的，它或它的等价命題出现在所有可替代的集合论的公理化中。
注意没有对应的交集公理：{\displaystyle \forall A,\exists B,\forall x:x\in B\iff (\forall y:y\in A\rightarrow x\in y)}。如果{\displaystyle A}是非空集合，则我们可以使用分类公理模式形成交集 ∩A 为 {\displaystyle \{x:\forall y(y\in A\rightarrow x\in y)\}}，所以不需要单独的交集公理。（如果{\displaystyle A}是空集，则尝试如此形成{\displaystyle A}的交集为不被这些公理所允许，如果这样的集合存在，它将包含全集中所有的集合，而全集的概念对立于 Zermelo-Fraenkel 集合论。）

## 引用
- Paul Halmos, Naive set theory. Princeton, NJ: D. Van Nostrand Company, 1960. Reprinted by Springer-Verlag, New York, 1974. ISBN 0-387-90092-6 (Springer-Verlag edition).
- Jech, Thomas, 2003. Set Theory: The Third Millennium Edition, Revised and Expanded.  Springer.  ISBN 3-540-44085-2.
- Kunen, Kenneth, 1980. Set Theory: An Introduction to Independence Proofs. Elsevier.  ISBN 0-444-86839-9.